# Плаза-стрит-уэст, 47
Плаза-стрит-уэст, 47 (англ. 47 Plaza Street West) — жилой многоквартирный дом на улице Плаза-стрит-уэст, в квартале Парк-Слоуп, в районе Бруклин в Нью-Йорке. Здание в стиле венецианской готики с элементами ар-деко построено в 1928 году по проекту архитектора Розарио Канделы. Дом высотой в 50,3 метра имеет шестнадцать этажей. В составе исторического округа Парк-Слоуп 21 ноября 1980 года здание включено в список Национального реестра исторических мест США.

## История
В середине 1920-х годов на улице Плаза-стрит, расположенной в квартале «Золотой берег» в Парк-Слоуп, стояли большие особняки. В 1925 году, когда в Бруклине вырос спрос на недвижимость, здесь был построен первый многоэтажный жилой дом. Им стало здание 1 Плаза-стрит-уэст на углу Плаза-стрит и Флэтбуш-авеню. Брошюры о недвижимости того времени рекламировали улицу Плаза-стрити её окрестности, как «Парк-авеню района Бруклин».
В 1926 году девелопер Джейкоб Марк заказал архитектору Розарио Канделе проект здания 39 Плаза-стрит на углу Плаза-стрит и Беркли-плейс, ныне известное, как апартаменты Беркли — Плаза. В 1927 году Марк снова заказал Канделе проект здания, которое напоминало бы по форме утюг, для строительства на углу улицы. Им стало здание 47 Плаза-стрит Уэст. Многоквартирный шестнадцатиэтажный дом был построен на месте, где когда-то стоял особняк судостроительного магната Эдварда П. Морса. Когда в ноябре 1928 года новый жилой дом был построен, Морс и его семья арендовали в нём три квартиры.
В 1973 году решением Комиссии по сохранению достопримечательностей здание 47 Плаза-стрит Уэст вошло в состав исторического района Парк-Слоуп, и уже в составе этого исторического района 21 ноября 1980 года оно было включено в Национальный реестр исторических мест США.

## Описание
Кандела был известен способностью использовать пространство в зданиях с неординарной формой. Жилой дом 47 Плаза-стрит Уэст не самый известный проект архитектора, но проявленная им изобретательность в расположении комнат в этом здании, вероятно, является одной из самых интересных его работ.
На каждом жилом этаже дома находится по три большие квартиры. Стандартная планировка — одних апартаментов «Классик 7», которая завершается в точке на Юнион-стрит, и двух прочих апартаментов «Классик 6». Кандела увлекался архитектурными головоломками. Так, точка кульминации вогнутого фасада здания 47 Плаза-стрит Уэст находится под углом в 47 градусов. С учётом апартаментов врачей и квартиры суперинтенданта всего в доме насчитывается 47 жилых единиц.
Стилю Канделы также присуща некоторая театральность. Например, лифт в доме, который ведет на большой пентхаус, в интерьере имеет панель из красного дерева, которая открывается, открывая входную дверь пентхауса. Доступ к другим квартирам в здании осуществляется через стандартную дверь лифта.
Экстерьер, пожалуй, один из самых характерных для Канделы, выполнен в стиле венецианской готики. Есть мнение, что архитектор, вероятно, был вдохновлен зданием клуба Монток в Парк-Слоуп, в двух кварталах от Плаза-стрит Уэст, хотя нет письменных свидетельств, подтверждающих это.
Точка была спроектирована под прямым углом к пересечению улиц Плаза-стирт и Юнион-стрит, таким образом, что если смотреть на дом с правильной точки обозрения, структура здания будет выглядеть пластиной не шире 1,8 метров.

## В культуре
Дом 47 на улице Плаза-стрит-уэст, занимающий видное место на юго-западной окраине площади Гранд-Арми-плаза, считается неофициальной достопримечательностью этой части Бруклина.
Фотографии лифтов с ручным управлением в доме 47 на улице Плаза-стрит-уэст были напечатаны в газете «Нью-Йорк Таймс» в выпуске от 15 декабря 2017 года, в статье Энди Ньюмана, посвящённой уменьшению числа ручных лифтов в зданиях Нью-Йорка. В статье говорилось о здании и операторе, обслуживавшем в нём лифт.